# Sono luce
Sono luce è un singolo del rapper italiano Random, pubblicato l'11 dicembre 2020.